# Rozsypaná
Rozsypaná este o arie protejată (arie specială de conservare — SAC, sit de importanță comunitară — SCI) din Republica Cehă întinsă pe o suprafață de 11,96 ha, integral pe uscat.

## Localizare
Centrul sitului Rozsypaná este situat la coordonatele 49°15′48″N 16°24′05″E / 49.263333°N 16.401389°E.

## Înființare
Situl Rozsypaná a fost declarat sit de importanță comunitară în mai 2016 pentru a proteja un număr necunoscut de specii din flora spontană și fauna sălbatică aflate în arealul zonei. Situl a fost protejat și ca arie specială de conservare în aprilie 2021.

## Biodiversitate
Situată în ecoregiunea continentală, aria protejată conține 2 habitate naturale: Grohotișuri silicioase medio-europene, la altitudine înaltă, Păduri pe pante, grohotișuri și ravene de Tilio-Acerion.
La baza desemnării sitului se află un număr nedeclarat de specii protejate.